# Aynsley Pears
Aynsley Alan William Pears (ur. 23 kwietnia 1998 w Durham) – angielski piłkarz występujący na pozycji bramkarza w Blackburn Rovers w EFL Championship.

## Kariera klubowa

### Middlesbrough
Pears jest wychowankiem Middlesbrough, w którym grał także jego ojciec, Stephen Pears.
17 stycznia 2018 Pears dołączył do Darlington na zasadzie miesięcznego wypożyczenia, które później zostało przedłużone do końca sezonu. Swój debiut w barwach nowego klubu zaliczył 20 stycznia 2018 w zremisowanym 2-2 meczu przeciwko Chorley.
27 lipca 2018 Pears został wypożyczony do Gateshead do końca sezonu. W 45 występach dla klubu zachował 12 czystych kont.
19 grudnia 2019 Pears zaliczył swój debiut dla Middlesbrough w meczu Pucharu Ligi Angielskiej przeciwko Crewe Alexandra, zakończonym wynikiem 2-2 (4-2 po rzutach karnych). 

### Blackburn Rovers
16 października 2020 Pears dołączył do Blackburn Rovers za nieujawnioną opłatą, podpisując 4-letni kontrakt. 27 października Pears zadebiutował w barwach nowego klubu, występując w zakończonym porażką 2-4 meczu przeciwko Reading.

## Kariera reprezentacyjna
24 sierpnia 2024 Pears został powołany po raz pierwszy do reprezentacji Anglii U-19. Zadebiutował 1 września w zremisowanym 1-1 meczu przeciwko Holandii, wchodząc na boisko z ławki rezerwowych w 46 minucie.